# Häsängen
Häsängen är en stadsdel i Karlskoga, sydväst om centrum. Stadsdelen gränsar till Skranta i öst, till Skogsrundan och Stråningstorp i söder.